# Берёзовское сельское поселение (Крым)
Берёзовское се́льское поселе́ние (укр. Березівське сільське поселення, крымскотат. Березовка кой юрту) — муниципальное образование в составе Раздольненского района Республики Крым России.

## География
Поселение расположено на юго-западе района, в степном Крыму, примыкая на юге и западе к Черноморскому району. Граничит на севере со Славновским, на севере и востоке с Серебрянским сельскими поселениями.
Площадь поселения 121,33 км².
Основная транспортная магистраль: автодорога 35Н-431 Славное — Берёзовка (по украинской классификации — С-0-11111).

## Население
| 2001  | 2014  | 2015  | 2016  | 2017  | 2018  | 2019  |
| ----- | ----- | ----- | ----- | ----- | ----- | ----- |
| 2848  | ↘1939 | ↗1944 | ↘1933 | ↘1913 | ↘1882 | ↗1890 |
| 2020  | 2021  |       |       |       |       |       |
| ↘1882 | ↗2036 |       |       |       |       |       |

## Состав сельского поселения
Поселение включает 3 населённых пункта:
| № | Населённый пункт | Тип населённого пункта | Население на 2014 год |
| - | ---------------- | ---------------------- | --------------------- |
| 1 | Берёзовка        | село, центр            | ↘1308                 |
| 2 | Нива             | село                   | ↘591                  |
| 3 | Ульяновка        | село                   | ↘40                   |

## История
В 1933 году был создан Смидовичский сельсовет (в 1940 году он уже существовал). Указом Президиума Верховного Совета РСФСР от 21 августа 1945 года он был переименован в Березовский сельский совет. С 25 июня 1946 года совет в составе Крымской области РСФСР, а 26 апреля 1954 года Крымская область была передана из состава РСФСР в состав УССР. Указом Президиума Верховного Совета УССР «Об укрупнении сельских районов Крымской области», от 30 декабря 1962 года село присоединили к Черноморскому району. 1 января 1965 года, указом Президиума ВС УССР «О внесении изменений в административное районирование УССР — по Крымской области», вновь включили в состав Раздольненского. На 15 июня 1960 года в составе совета числились населённые пункты:

| - Берёзовка - Бахчёвка - Бугры - Владимировка - Золотой Колос | - Каштановка - Лебедево - Маковка - Нива - Новониколаевка | - Орловка - Писаревка - Ульяновка - Шестово |

К 1968 году ликвидированы Шестово и Писаревка, к 1977 году был образован Серебрянский сельсовет, куда отошли Бахчёвка, Каштановка и Орловка, Бугры присоединили к Ульяновке, а Лебедево к Берёзовке. Чабанское (ранее Владимировка) и Маковка были упразднены. С 1977 по 1985 год ликвидирован Золотой Колос, Новониколаевка снята с учёта 18 июля 1989 года.
С 12 февраля 1991 года сельсовет в восстановленной Крымской АССР, 26 февраля 1992 года переименованной в Автономную Республику Крым. С 21 марта 2014 года в составе Крыма аннексировано Россией. Законом «Об установлении границ муниципальных образований и статусе муниципальных образований в Республике Крым» от 4 июня 2014 года территория административной единицы была объявлена муниципальным образованием со статусом сельского поселения.